# Huang Tingjian
Huang Tingjian (en chino: 黄庭堅,1045-1105) escritor, poeta y calígrafo chino. Llevó el género de poemas cantados a su apogeo alargando los temas y evitando un tono demasiado popular o refinado. 